# Poecilmitis dukei
Poecilmitis dukei är en fjärilsart som beskrevs av Dickson 1967. Poecilmitis dukei ingår i släktet Poecilmitis och familjen juvelvingar. Inga underarter finns listade i Catalogue of Life.